# 森特維爾 (明尼蘇達州)
森特維爾（英語：Centerville）是一個位於美國明尼蘇達州安諾卡縣的城市。

## 人口
根據2020年美國人口普查的數據，森特維爾的面積為6.28平方千米，當中陸地面積為5.50平方千米，而水域面積為0.78平方千米。當地共有人口3896人，而人口密度為每平方千米620人。